# Монтгомери, Белинда
Белинда Монтгомери (англ. Belinda Montgomery, род. 23 июля 1950) — канадско-американская актриса и художница.

## Жизнь и карьера
Монтгомери родилась в Виннипеге, Манитоба, Канада и прежде чем стать профессиональной актрисой она работала в качестве художницы. Начиная с конца шестидесятых она сыграла более девяноста ролей на телевидении, а также появилась в десятке кинофильмов. В 1969 году она сыграла заглавную роль в канадском телефильме «Эй, Золушка!», а в начале семидесятых перебралась в США, где играла заметные роли в сериалах «Доктор Маркус Уэлби», «Медицинский центр» и «Человек из Атлантиды».
Монтгомери наиболее известна благодаря своей роли в телесериале «Доктор Дуги Хаузер», в котором она снималась на протяжении четырёх сезонов, с 1989 по 1993 год. Также она известна благодаря второстепенным ролям в сериалах «Полиция Майами» и «Дни нашей жизни», а также была гостем в таких шоу как «Династия», «Лодка любви», «Частный детектив Магнум», «Она написала убийство», «Закон Лос-Анджелеса», «Говорящая с призраками» и десятках других. На большом экране она появилась в фильмах «Другая сторона Горы», «Тихое безумие», «Камуфляж» и «Трон: Наследие».